# Сыроежка гладкокожая
Сырое́жка гладкоко́жая (лат. Rússula mustelína) — вид грибов, включённый в род сыроежка (Russula) семейства сыроежковые (Russulaceae).

## Описание
Шляпка достигает 5—14 см в диаметре, очень крепкая, сначала полушаровидная, затем выпуклая, уплощённая и слабо вдавленная. Окраска охристо-бурая, в центре иногда более тёмная, иногда с винно-красными зонами. Кожица толстая, снимающаяся примерно на протяжении половины шляпки.
Пластинки частые, у ножки ветвящиеся, приросшие к ней, кремового или светло-охристого цвета, у старых грибов с ржаво-буроватыми пятнами.
Ножка цилиндрическая или обратноконическая, очень крепкая, выполненная, затем с характерными полостями, белая, с возрастом слабо буреющая.
Мякоть крепкая, белая, под кожицей желтоватая, с возрастом желтеющая или буреющая. Запах в сухую погоду сырный, во влажную малозаметный, вкус сладковатый. На сульфат железа(II) реакция розово-оранжевая.
Споровый порошок светло-кремового цвета. Споры 7—11,5×5,5—8 мкм, эллиптические, бородавчатые, с довольно хорошо развитой сеточкой.
Съедобна, крепкий гриб, обладающий приятным вкусом.

## Экология
Вид широко распространён в горных хвойных лесах Евразии и Северной Америки, на равнинах практически отсутствует. Образует микоризу с елью, реже — с дубом.

## Сходные виды
Иногда сыроежка гладкокожая внешне напоминает валуй, однако он обладает неприятным запахом, едким вкусом и шляпкой с рубчатым краем.